# Dél-afrikai magyarok

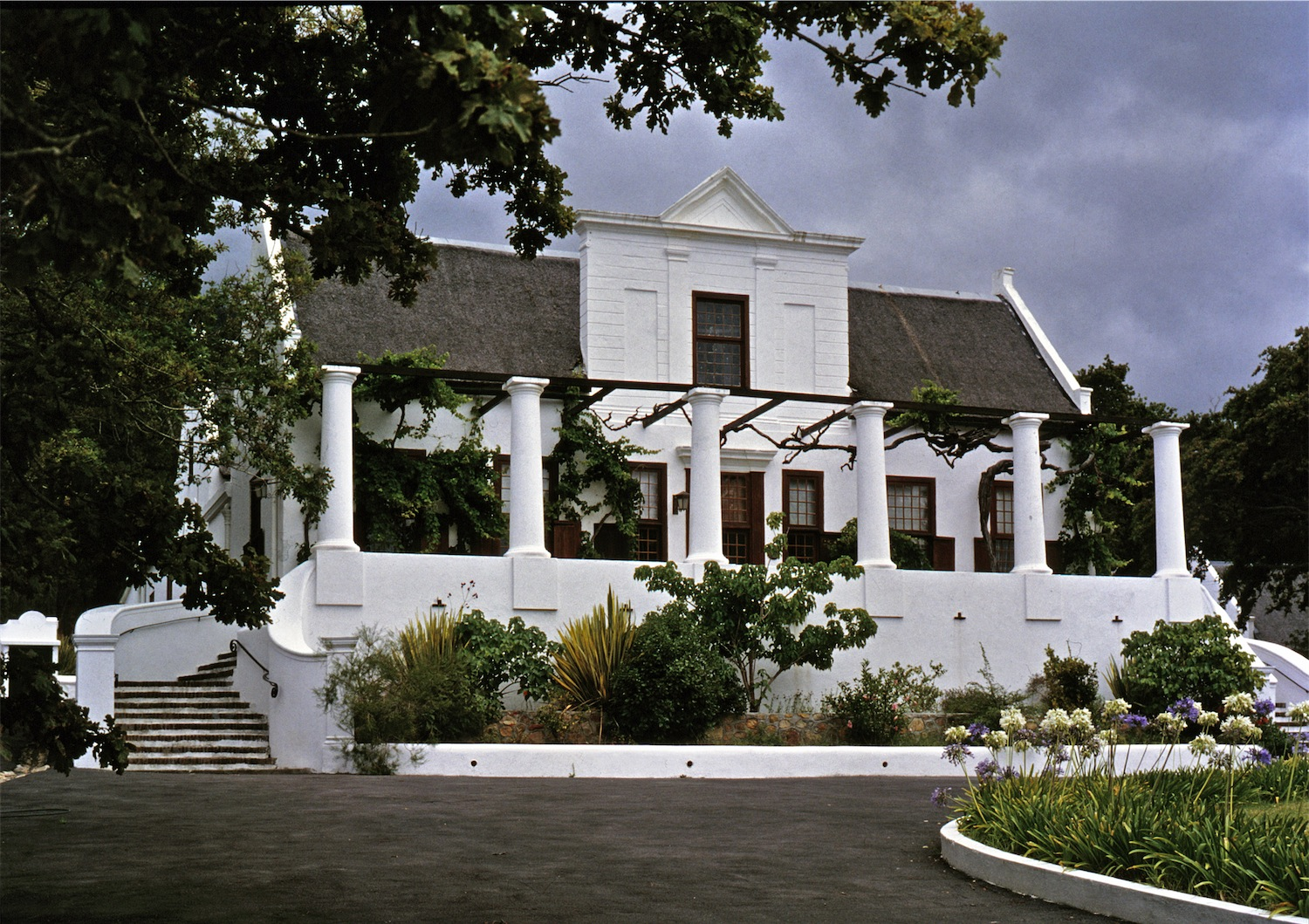
Vidéki kúria Tokaiban, Fokváros egyik elővárosában. A korábban bortermeléséről híres települést a magyarországi Tokaj után nevezték el a telepesek.

Dél-afrikai magyarok alatt a magyar diaszpóra Dél-Afrikában élő közösségét értjük. 2016-ban mintegy 4000 főre becsülték az országban élő magyar származású lakosok számát.

## Történet

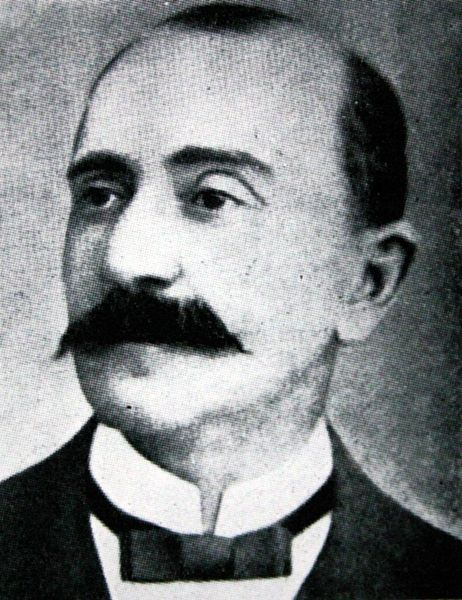
Lajos Hugó Nellmapius

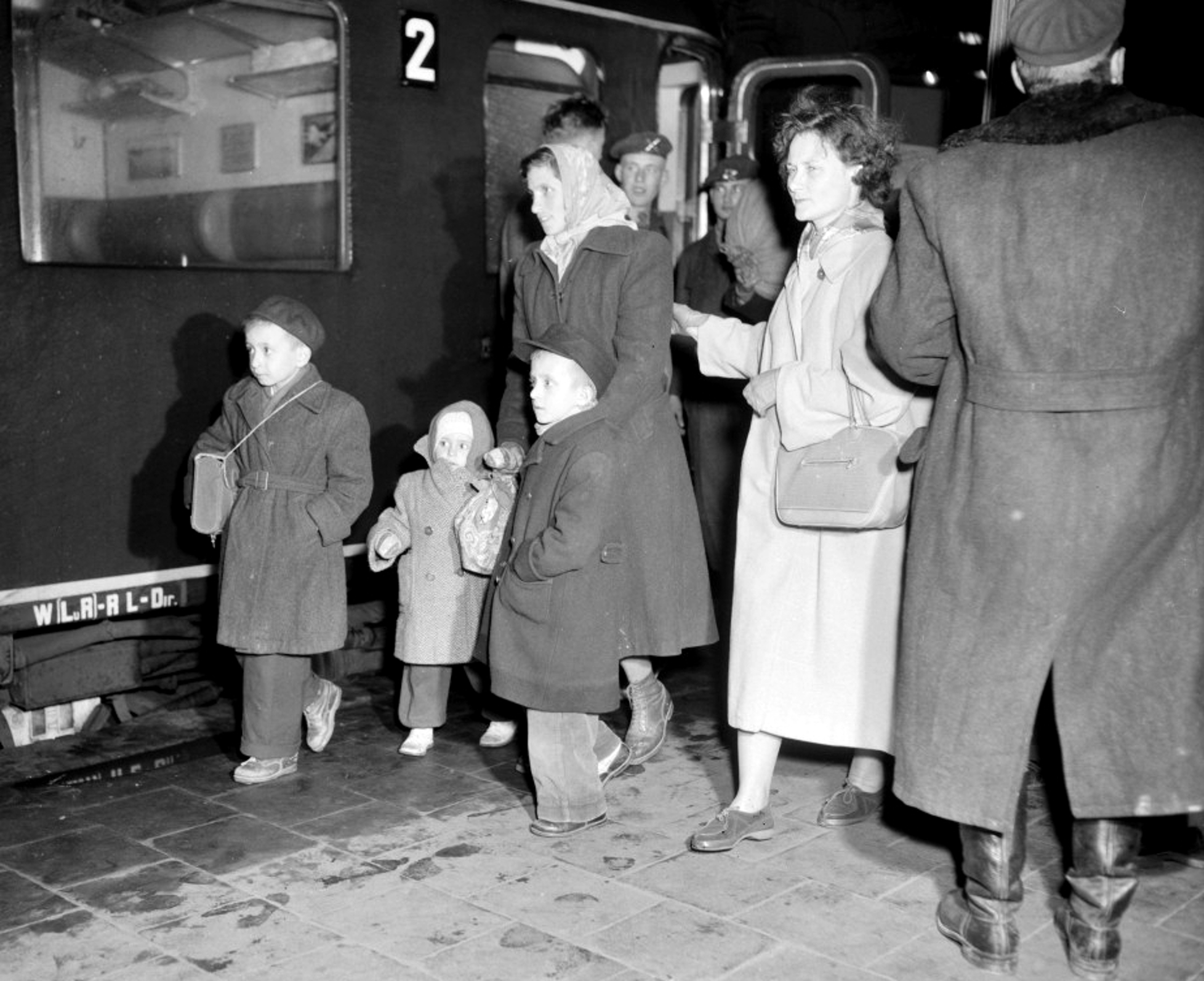
1956-os magyar emigránsok Utrechtben, Hollandiában. Sokan később tovább utaztak az Egyesült Államokba vagy Dél-Afrikába

Az első magyar telepesek a 19.században érkeztek a mai Dél-Afrikai Köztársaság területére. Legnagyobb részüket a kibontakozó gyémánt és aranyláz vonzotta az ekkor részben brit gyarmati, részben búr uralom alatt álló országba. A Dél-Afrikában szerencsét próbáló magyar kalandorok leghíresebb alakja a budapesti születésű Lajos Hugó Nellmapius volt, aki 1870-ben vándorolt ki. Bányamérnöki szaktudásával és újító robbantási technikájával szerzett vagyont, ő fedezte fel a Voortrekker Nugget néven ismertté vált 3,44 kg súlyú aranyrögöt, amelyet sokáig Dél-Afrika legnagyobb aranyrögeként tartottak számon. Nellmapius jó kapcsolatokat ápolt Transvaal elnökével, Paul Krugerrel, emiatt a köztársaság területén alapította meg települését, a Pretoriától 20 km-re fekvő Irenét, amelyet lányáról nevezett el. Az ország másik magyar alapítású települése a Fokváros mellett fekvő Tokai, ahol a 18. század végén a Waldeck-ezred néhány magyar katonája telepedett le, egy szőlészetet hozva létre. A Tokaj-hegyről hoztak magukkal szőlőtöveket és településüket is a magyarországi város után nevezték el.
A trianoni békediktátumot követően számos magyar hagyta el hazáját, emiatt a diaszpóra létszáma Dél-Afrikában is növekedésnek indult. A  folyamat hatására megkezdődött a közösség szerveződése, 1932-ben megalakult a Dél-Afrikai Magyar Szövetség, amely a magyarok érdekképviseletét tűzte ki céljául.  A szervezetet a második világháború kitörését követően betiltották az országban, miután Magyarország és Dél-Afrika a két ellenséges tábor különböző oldalára került. A háború lezárása után folytathatta működését és a mai napig a helyi magyar közösség legmeghatározóbb egyesülete.
A mai dél-afrikai magyar közösség magját az 1956-os forradalom emigránsainak leszármazottai alkotják. A forradalom kitörésekor a fehér dél-afrikaiak, az afrikánok erősen szimpatizáltak a magyarokkal, nagy szimpátia tüntetések zajlottak Pretoriában és Stellenbosch egyetemvárosában is, valamint adománygyűjtő akciókat rendeztek a forradalmárok megsegítésére. Amikor a magyarországi forradalom leverését követően 200 000-en menekültek külföldre, a dél-afrikai elit egyöntetűen az emigránsok befogadása mellett állt ki. A nyugati országok önkéntes kvóták alapján osztották el maguk között a menekülteket, a Dél-Afrikai Köztársaság 1300 magyar bevándorlót fogadott be. Egyes becslések szerint a következő években összesen 3000-en érkeztek. A menekültkérelem elfogadásakor előnyben részesültek a családos szakmunkások. Az addig a nyugati világtól elzárt keleti blokkban élő, Afrikába induló magyarok többsége nagyon keveset tudott a célországról, elsősorban a megígért munkalehetőségek, az egzotikus körülmények és a veszélyesnek ítélt Európától való nagy távolság  vonzotta őket Dél-Afrikába. A menekülteket 15 csoportra osztva repülőkkel szállították az országba. A már meglévő magyar közösség segítette a letelepülők integrációjának folyamatát, akik végül sikeresen beilleszkedtek az ország apartheid fehér társadalmába.
Kisebb számban ugyan, de a '60-as és a '70-es évek során is érkeztek további magyarok. A helyi magyarság összefogásával ekkor épült fel  a Magyar Tanya, amely jelenleg is a közösség fő találkozó helye.
A 2000-es évekre lelassult a bevándorló közösség növekedése, magyarok főként nemzetközi cégek munkatársaiként költöznek az országba és többnyire nem telepednek le végleg. Dél-afrikai magyar származású Németh András, akit a legígéretesebb fiatal magyar futballisták között tartanak számon.

## Kulturális élet
A dél-afrikai magyar közösség létét fenyegető legfontosabb tényező az asszimiláció. A 12 magyarországnyi területen szétszórtan élő 4000 fős diaszpóra tagjainak mintegy fele, 2000 fő beszél magyarul. Nagy probléma az elvándorlás is, az elmúlt évtizedekben megváltozott politikai és gazdasági helyzet, valamint a magas bűnözési és gyilkossági ráta sok magyart is elvándorlásra sarkall. A magyar kulturális és történelmi örökség legfontosabb őrzője a Dél-afrikai Magyar Szövetség, amely immár évtizedek óta rendszeresen szervezi meg a közösségi eseményeket. A Johannesburgh mellett fekvő Magyar Tanya a diaszpóra legfontosabb helyszíne, a birtokon havi rendszerességgel összegyűlnek a közösség tagjai és ápolják a magyar gasztronómia és népzene hagyományait. A legfontosabb  ünnepség az '56-os forradalom emléknapja, a tanyán egy kisebb emlékmű is megemlékezik a forradalom eseményeiről.
A dél-afrikai magyar diaszpóra saját újsággal is rendelkezik, az Értesítő című lap a közösség híreiről számol be.
Magyar vonatkozású az ország leghíresebb és egyik legnépszerűbb pezsgő márkája is, a Pongrácz pezsgő, amely az ország bortermelésének megkerülhetetlen terméke. A cégalapító Pongrácz Dezső is emigránsként érkezett Dél-Afrikába és a Stellenbosch borvidéken kezdte meg a termelést.

## Híres dél-afrikai magyarok
- Lajos Hugó Nellmapius (en.) – 19. századi bányamérnök és üzletember
- Joseph Hertz (en.) – zsidó-magyar származású rabbi, a Brit Birodalom főrabbija 1913-1946 között
- Thomas Rajna (en.) – zongoraművész és zeneszerző
- Asher Karni (en.) – zsidó-magyar származású üzletember, az izraeli és a pakisztáni atomprogram mecénása
- Németh András – labdarúgó